# کارنیور

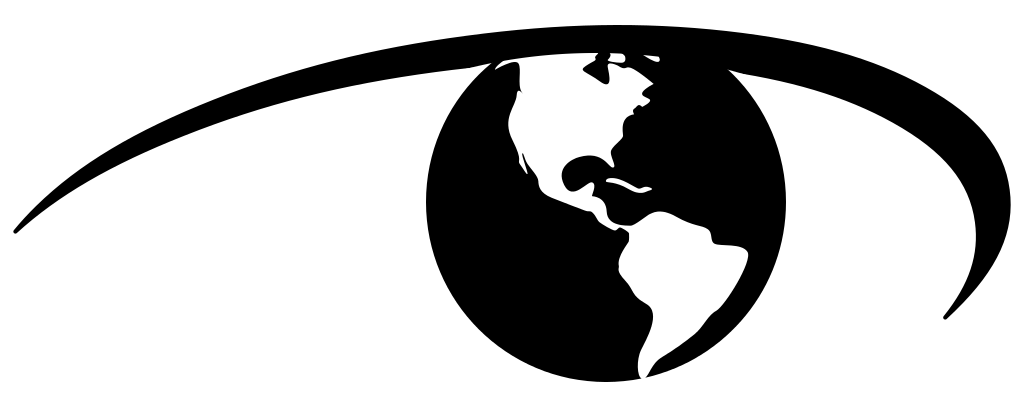
نماد کارنیور

کارنیور (به انگلیسی: Carnivore) (به معنی گوشتخوار) که بعداً نام آن به DCS1000 تغییر یافت برنامه اداره تحقیقات فدرال (اف‌بی‌آی) برای نظارت بر ایمیل و ارتباطات الکترونیک بود. کارنیور از یک بویشگر قابل تنظیم استفاده می‌کرد که می‌توانست بر همه ترافیک اینترنت کاربر هدف، نظارت کند. کارنیور در اکتبر ۱۹۹۷ آغاز به کار کرد و تا سال ۲۰۰۵ (میلادی) یک نرم‌افزار تجاری پیشرفته، جایگزین آن شده بود.

## توسعه
کارنیور از روی یک برنامه پیشین اداره تحقیقات فدرال به نام اُمنیوُر (به انگلیسی: Omnivore) (به معنی همه‌چیزخوار) ساخته شده بود. خود امنیور نیز جایگزین یک برنامه نظارتی قدیمی‌تر و (در آن هنگام) فاش نشده بود که اداره‌کننده درستی و انطباق اداره تحقیقات فدرال، پاتریک دابلیو. کلی از نیروی دریایی ایالات متحده آمریکا جابجا کرده بود. در سپتامبر ۱۹۹۸ بخش فناوری رهگیری داده اداره تحقیقات فدرال در کوانتیکوو، ویرجینیا پروژه‌ای را برای جابجایی امنیور از سیستم‌عامل سولاریس شرکت سان مایکروسیستمز به سکوی ویندوز ان‌تی آغاز کرد. این کار برای آسان کردن کوچک‌سازی سامانه و پشتیبانی از طیف گسترده‌تری از تجهیزات رایانه‌های شخصی انجام شد. پروژه جابجایی Phiple Troenix و سامانه برآمده از آن Carnivore نامیده شد.

## پیکربندی
سامانه کارنیور یک ایستگاه کار با نرم‌افزار بویشگر بسته شبکه و جز درایو جداشدنی بر پایه مایکروسافت ویندوز بود. این رایانه باید به صورت فیزیکی روی رساننده خدمات اینترنتی یا جاهای دیگری نصب می‌شد که می‌توانست ترافیک اینترنت بخش‌های شبکه محلی را ببوید و به دنبال ایمیل‌های در حال جابجایی بگردد. خود فناوری بکار رفته، خیلی، پیشرفته نبود و از یک بویشگر استاندارد و فیلتر مستقیم استفاده می‌کرد. هیچ نمایشگر رایانه یا صفحه‌کلیدی در رساننده خدمات اینترنتی وجود نداشت. مولفه‌های اصلی این عملیات، معیار فیلترینگ بودند. از هر بسته شبکه، یک کپی گرفته و بعداً روی آن، فیلتر مناسب، اِعمال می‌شد. برای هم‌خوانی دقیق با موضوع هدف، یک مدل کامل از جزئیات، ساخته می‌شد. در سال ۲۰۰۰ (میلادی) وزارت دادگستری ایالات متحده آمریکا یک بررسی فنی مستقل از کارنیور انجام داد.

## جنجال
چندین گروه، نگرانی خود را از راه‌اندازی، استفاده، و سوءاستفاده احتمالی از کارنیور اعلام کردند. در ژوئیه ۲۰۰۰ بنیاد مرزهای الکترونیک، بیانیه‌ای به کمیته قانون اساسی زیرمجموعه کمیته مجلس نمایندگان ایالات متحده آمریکا در امور قضایی فرستاد و در آن، جزئیات خطرهای چنین سامانه‌ای را توضیح داد. مرکز اطلاعات حریم شخصی الکترونیک نیز در اینباره، چندین بیانیه داد.
در ژوئیه ۲۰۰۰ اداره تحقیقات فدرال در بیانیه‌ای به این نگرانی‌ها پاسخ داد و به طبیعت هدفمند کارنیور اشاره کرد. دستیار رئیس اداره تحقیقات فدرال، دونالد کر در اینباره گفت:
سامانه کارنیور، مانند بویشگرهای تجاری و دیگر ابزارهای تشخیصی شبکه کار می‌کند که همه رساننده‌های خدمات اینترنتی استفاده می‌کنند و تنها فرق آن در این است که به اداره تحقیقات فدرال منحصراً امکان می‌دهد که ارتباطات رهگیری‌شده قانونی و غیرقانونی را از یکدیگر جدا کنند. برای نمونه اگر یک حکم دادگاه، اجازه رهگیری قانونی یک گونه مشخص از ارتباط را می‌دهد (مانند ایمیل) اما دیگر روش‌های ارتباطی را منع می‌کند (مانند خرید اینترنتی) کارنیور می‌تواند تنها، ایمیل‌های فرستاده به، یا دریافت‌شده از آن کاربر هدف را رهگیری کند.
کارنیور، یک تحلیل‌گر شبکه یا "بویشگر" بسیار پیشرفته است که همانند یک نرم‌افزار را روی یک رایانه شخصی با سیستم‌عامل ویندوز اجرا می‌شود. این کار با بویش مقدار مناسبی از بسته‌های شبکه و کپی و ذخیره آن بسته‌هایی انجام می‌شود که یک فیلتر تعریف‌شده بر پایه حکم دادگاه، جدا می‌کند. تنظیم این فیلتر می‌تواند بسیار پیچیده باشد که به اداره تحقیقات فدرال، توانایی گردآوری داده‌های مطابق با حکم دادگاه ثبت کننده اطلاعات ارتباطی، دادگاه ردیابی و به‌دام‌اندازی، عنوان سوم دستورات رهگیری، و مانند آنها را می‌دهد.

روشن‌کردن معنی "بوش"، مهم است. جداکردن پیام‌های کاربران در اینترنت، مشکل پیچیده‌ای است. اما این، دقیقاً همان چیزی است که کارنیور انجام می‌دهد. کارنیور به درونمایه همه پیام‌ها نگاه نمی‌کند و آنهایی را گردآوری می‌کند که کلیدواژه‌های خاصی مانند "بمب" یا "مواد مخدر" داشته باشند. این برنامه، پیام‌ها را بر پایه معیارهایی که مشخصا در حکم دادگاه آمده‌اند انتخاب می‌کند. نمونه این معیارها پیام‌هایی است که یک کاربر مشخص، می‌فرستد یا دریافت می‌کند.
پس از انتقاد از کارنیور در رسانه‌ها برای مدت طولانی، اداره تحقیقات فدرال نام "کارنیور" را به "DCS1000" تغییر داد. به نظر می‌رسد DCS سرواژه Digital Collection System به معنی «سامانه گردآوری دیجیتال» باشد. کارکرد DCS1000 همانند کارنیور است.

## جایگزین
در میانه ژانویه ۲۰۰۵ آسوشیتد پرس گزارش کرد که اداره تحقیقات فدرال، به نفع نرم‌افزارهای تجاری در دسترس، مانند NarusInsight (یک سامانه نظارت گسترده) ساخت شرکت ناروس، استفاده از کارنیور را در سال ۲۰۰۱ (میلادی) متوقف کرده است. گزارشی در سال ۲۰۰۷ (میلادی) توضیح داد که سامانه جایگزین، درون شبکه رساننده‌های خدمات اینترنتی و نقاط تقاطع روتر یا سوئیچ‌های شبکه قرار داده شده و توانایی ذخیره‌سازی همه داده‌های عبوری از رساننده خدمات اینترنتی را دارد.